# Деміс Карібідіс
Деміс Карібідіс (справжнє ім'я — Дем'ян Іванович Карібов, ім'я при народженні — Деміс; нар.. 4 грудня 1982, Тбілісі, Грузинська РСР, СРСР) — російський шоумен, гуморист, актор, сценарист і продюсер. Колишній учасник КВК і резидент «Comedy Club».

## Біографія

### Походження
Деміс Іванович Карібов народився 4 грудня 1982 року в Тбілісі (Грузинська РСР). Має грецьке коріння. Після розпаду СРСР Деміс і його сім'я переїхали до Салонік (Греція). У дитинстві добре говорив грецькою мовою, а також володів понтійською мовою. У Салоніках навчався до восьмого класу.
Пізніше Деміс і його сім'я переїхали до російського міста-курорта Геленджик . У Росії навчання давалося важко, бо Деміс практично не знав російської мови, і йому довелося вивчати її заново. Після закінчення школи вступив до Сочинського державного університету туризму і курортної справи.

### Участь у КВК та Comedy Club
Будучи студентом, Деміс потрапив до складу команди КВК «Руссо туристо». У 2004 році став членом відразу двох команд — «Краснодарський проспект» і «БАК».
Після КВК Деміс Карібов (Карібідіс) став резидентом гумористичної програми «Comedy Club». Також брав участь у зйомках багатьох інших проєктів телеканалу «ТНТ», таких як «Comedy Woman», «Наша Russia», «Імпровізація», «Двоє на мільйон», «Студія СОЮЗ» і «Де логіка?».

### Акторська діяльність
Акторський дебют Деміса Карібідіса відбувся в телесеріалі «Універ. Нова общага», в якому він зіграв роль родича Майкла (одного з головних героїв). В 2014 році зіграв роль Сержика в телесеріалі « Море. Гори. Керамзит» . В 2016 році виконав роль старшого лейтенанта поліції Вадима Вахітова в комедійному телесеріалі «Бородач. Зрозуміти і пробачити» . В 2020 році виконав невелику роль Наполеона Бонапарта у телесеріалі «Гусар». В 2021 році зіграв головну роль господаря гестхауса в телесеріалі "Відпустка " . Через 4 дні після виходу серіалу «Відпустка» Деміс Карібідіс став гостем телепрограми " Вечірній Ургант " на " Першому каналі".

## Сім'я і особисте життя
- Дружина (з травня 2014 року) — Пелагея Карібова
  - дочка Софія (нар.. 2015)[10]
  - дочка Дорофея (нар. 2017)[10]
  - син Яніс (нар. 2019)[10]
  - дочка (нар. 2021)[12][13]

## Фільмографія
- 2011 — 2018 — Універ. Нова общага — родич Майкла
- 2014 — Море. Гори. Керамзит — Сержик
- 2016 — Бородач. Зрозуміти і пробачити — Вадим Вахітов, старший лейтенант поліції
- 2020 — Гусар — Наполеон Бонапарт
- 2021 — Відпустка — Боря, господар гетсхауса в Геленджику

### Озвучування мультфільмів
- 2014 — Папуга Club — прикордонники / омонівці

## Телебачення
- Резидент телепередачі «Comedy Club»
- Брав участь в передачі «Comedy Woman»
- У 2011 році зіграв роль сержанта поліції в телесеріалі «Наша Russia»
- Брав участь в шоу «Імпровізація»
- Брав участь в шоу «Де логіка?»
- Брав участь в шоу «Студія Союз»
- Брав участь в шоу «Двоє на мільйон»
- Був гостем телепередачі «Вечірній Ургант»
- Брав участь в шоу «Що було далі?»